# Notre-Dame de Banneux
Notre-Dame de Banneux (également appelée la Vierge des Pauvres) est le nom attribué à la  Vierge Marie après les apparitions mariales, survenues en 1933 à Banneux (Belgique). Ces apparitions rapportées par la voyante Mariette Beco ont été reconnues comme « authentiques et dignes de foi » par l'Église catholique en 1949. La jeune Mariette Beco, petite fille de 11 ans, affirme avoir vu la Vierge Marie huit fois entre le 15 janvier et le 2 mars 1933, près de son domicile familial. Ces apparitions, espacées dans le temps et en présence de peu de témoins ont peu mobilisé l'attention du public (contrairement à celles de Beauraing survenues quelques semaines plus tôt).
Dans les mois qui suivent la dernière apparition, une première chapelle est construite. Avant même la reconnaissance officielle, les premiers pèlerins se présentent sur les lieux de l'apparition présumée. Après la reconnaissance par l'évêque de Liège, un sanctuaire y est construit, et le lieu devient un centre de pèlerinage marial très fréquenté, où les malades viennent nombreux. Aujourd'hui, entre 450 et 500 000 visiteurs s'y rendent chaque année.
Sa dévotion se répand très vite à travers le monde, de nombreuses églises et chapelles lui sont consacrées. Une association de fidèles, l'« Union Internationale de Prière » a envoyé des milliers de statues de la Vierge de Banneux à travers le monde, depuis 1937.

## L'apparition

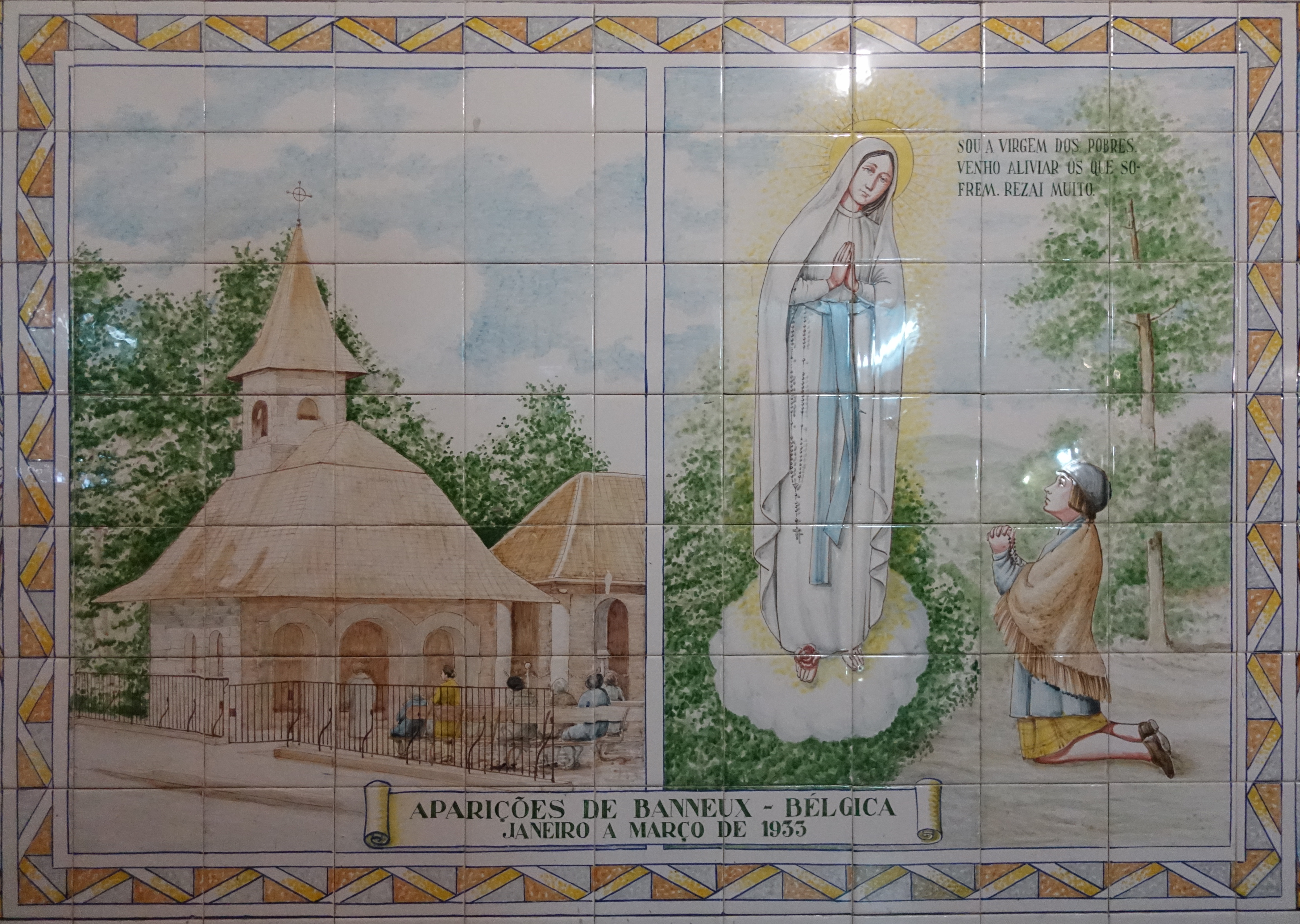
Azulejos représentant l'apparition (Ponte da Barca, Portugal).

### Historique
Du 15 janvier au 2 mars 1933 se déroulent les apparitions mariales de Banneux, survenues à Mariette Beco, une petite fille de 11 ans, à Banneux, un petit village au sud de Liège, en Belgique. Ce sont huit apparitions au total, courtes, rassemblant très peu de témoins qui se déroulent dans ce petit village, à proximité du domicile familial de la voyante.
Après une première apparition où la mère de la voyante lui interdit de sortir de la maison (voir la « belle dame »), les autres soirs, Mariette Beco sort tous les jours prier le chapelet vers 19h, dans le jardin familial. Là, celle qu'elle identifie comme étant « la Vierge Marie » conduit la jeune fille jusqu'à une petite source située à une centaine de mètres de la maison et lui dit que « cette source est réservée pour elle » (pour l'apparition), « pour toutes les nations, pour soulager les malades ». La voyante est accompagnée chaque soir par une poignée de témoins, curieux ou fidèles qui prient avec elle le chapelet, et la suivent dans ses déplacements, l'entendant parler, mais ne voyant rien,.
Ces apparitions provoquent peu de remous dans la population et la presse (contrairement à celles de Beauraing). Mais très vite des pèlerins se rendent sur place, viennent prier, boire l'eau de la source, et les témoignages de guérison se multiplient,.

### Reconnaissance officielle
Mgr Kerkhofs nomme successivement trois commissions d'enquête canonique pour étudier les déclarations de la voyante et les témoignages de différentes personnes présentes ou connaissant Mariette. La première commission est nommée en 1935, la seconde en 1942 et la dernière en 1945. Chaque commission ayant pour mission de reprendre les travaux de la précédente et de préciser les questions laissées en suspens. La dernière commission donne un avis favorable, et le 22 août 1949, l'évêque reconnait, au nom de l’Église, les apparitions comme authentiques,.
Le 21 mai 1985, à l'occasion de son voyage en Belgique, le pape Jean-Paul II, se rend à Banneux et y préside une messe,. Il y rencontre également la voyante Mariette Beco.

## Notoriété et influence religieuse

### Le sanctuaire de Banneux

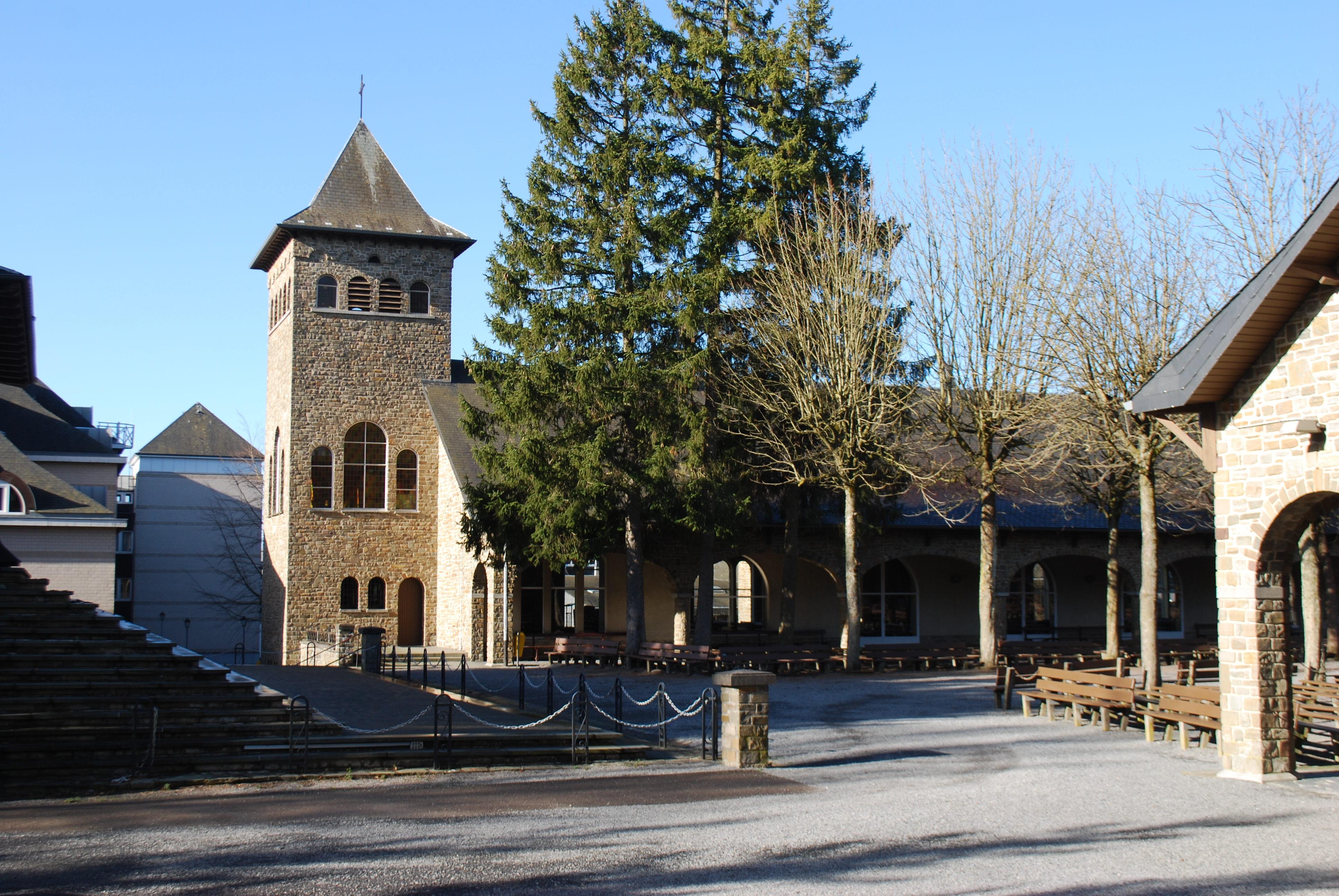
Vue du sanctuaire.

Dans les mois qui suivent la fin des apparitions, avant même la reconnaissance par l’Église, une première chapelle est construite. Des pèlerins et des malades commencent à affluer. Après la reconnaissance canonique, en 1949, un sanctuaire est construit, le lieu devient un centre de pèlerinage marial très fréquenté. La dévotion à Notre-Dame de Banneux, la « Vierge des Pauvres », se répand très rapidement dans le monde entier. De nombreux malades se rendent sur ce lieu de pèlerinage (et encore de nos jours).
Aujourd'hui, entre 450 et 500 000 visiteurs s'y rendent chaque année.
Marque de reconnaissance
Le 14 août 1956, la statue de Notre-Dame de Banneux est solennellement couronnée par Mgr Efrem Forni, nonce apostolique en Belgique (en).
Le 21 mai 1985, à l'occasion de son voyage en Belgique, le pape Jean-Paul II, se rend au sanctuaire de Banneux et y préside une messe,. Il y rencontre également la voyante Mariette Beco.

### Dans le reste du monde

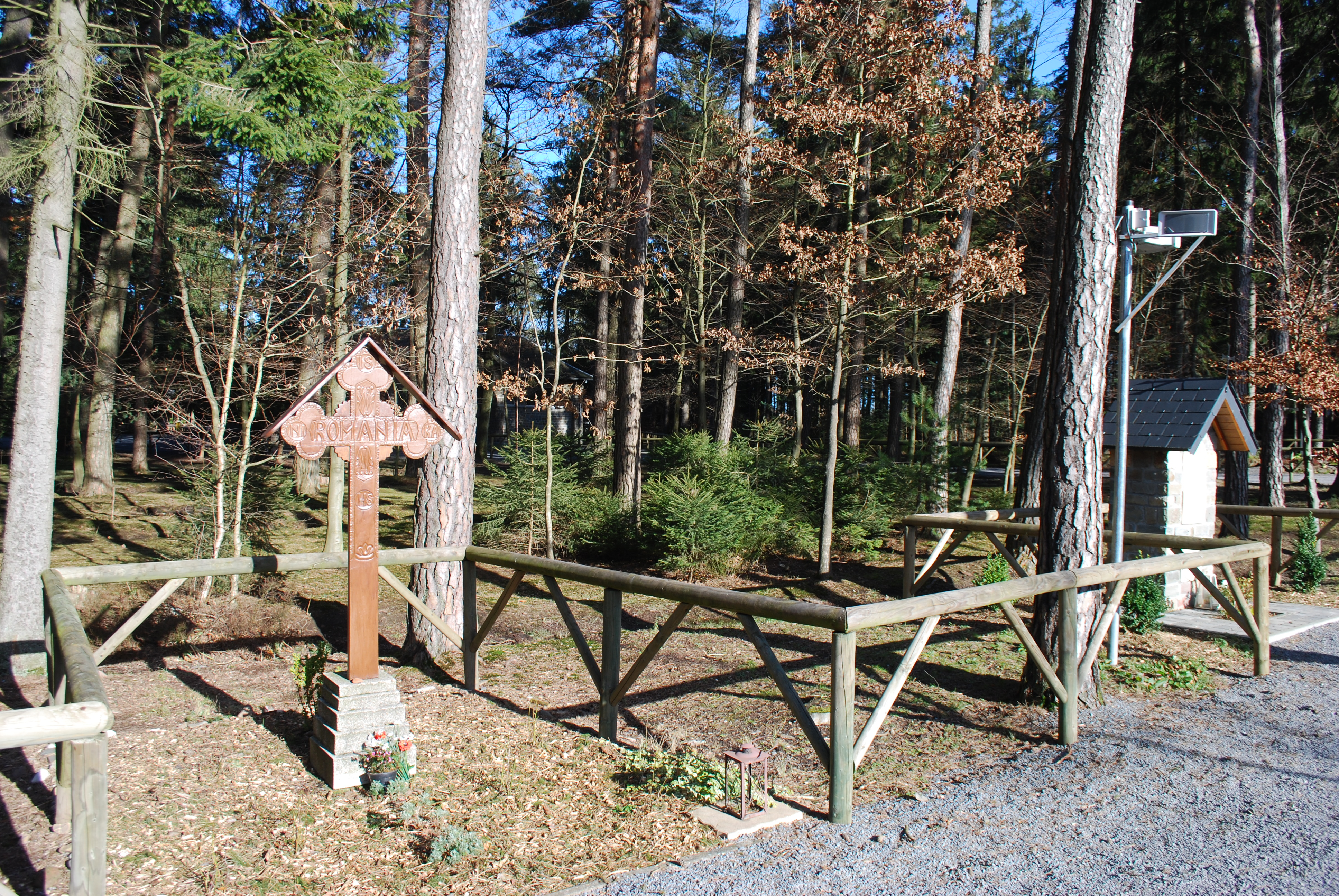
Croix des Roumains dans le sanctuaire de Banneux.

Très rapidement après les apparitions, le chapelain Louis Jamin décide de la création d'un organisme pour diffuser « le message de Banneux » à travers le monde. C'est « l'Union Internationale de Prière » (UIP) qui est fondé par l'abbé et une équipe de laïcs. Cette organisation est approuvée par Mgr Kerkhofs le 24 septembre 1934,.
Fin 2018, les membres de l'UIP dénombrent 6 700 statues de la Vierge des pauvres envoyées dans 134 pays du monde entier.
Des sanctuaires dédiés à « Notre-Dame de Banneux » sont érigés à Rome (1952), au Rwanda (1952), à Vandœuvre-lès-Nancy (1953), à Londres (1954), à Laneuville-à-Bayard (1954), à Marbache (1955), à Issy-les-Moulineaux près de Paris (1955), à  Kisantu (1960), etc. On compte également 21 répliques de la chapelle des Apparitions, et 70 paroisses consacrées à la Vierge de Banneux sans compter les églises et diocèses qui lui sont consacrées.
Dans le sanctuaire de Banneux, de multiples croix et stèles ont été déposées par des communautés étrangères, pour faire mémoire de leur dévotion à la Vierge (Stèle des gens du voyage, Croix des Hongrois, La croix arménienne, Stèle de la Fraternité Liège-Chine, Monument ukrainien, croix roumaines, Monument Arménien...). Ils sont des points de rassemblement pour ces communautés et pèlerins, lors de leurs visites.
Diffusion en Asie

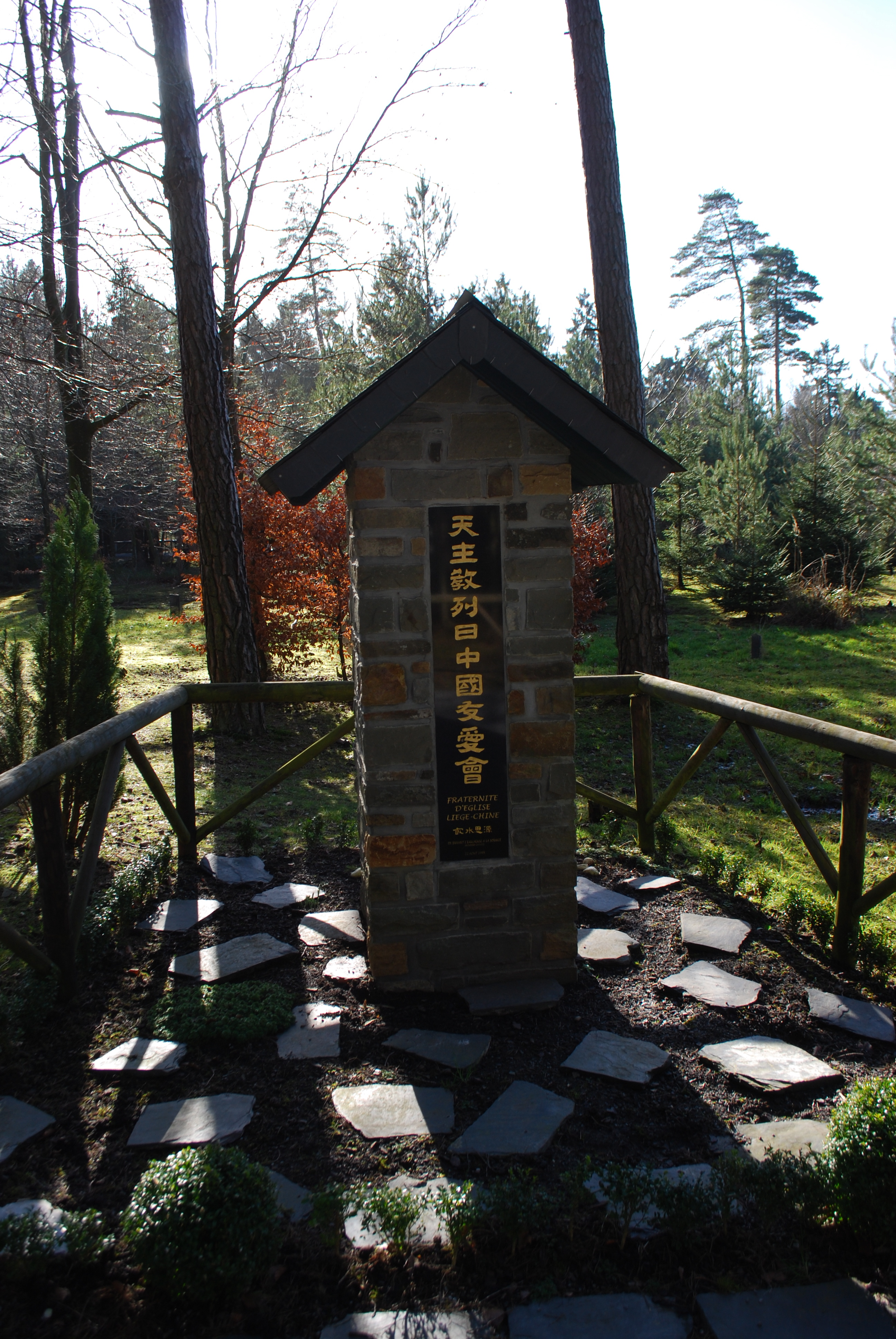
Stèle de la Fraternité Liège-Chine dans le sanctuaire de Banneux.

La diffusion en Asie (et dans le monde) est soutenue par des laïcs comme Gemma Kim, une Coréenne dévouée à Banneux depuis 1967. Elle se rend annuellement en Corée du Sud, mais aussi aux États-Unis et au Canada pour faire découvrir la « Vierge des Pauvres » et son message.
En Chine la dévotion à la Vierge de Banneux est arrivée très tôt, portée par Mgr Joseph Fan, consacré évêque à Rome en 1933, qui a découvert Banneux lors de son passage en Europe, et qui a été le promoteur de ces apparitions en Chine, et de la dévotion à la « Vierge des Pauvres ». Très vite des membres chinois s'inscrivent à l'UIP, leurs noms sont toujours conservés dans les archives de l'association.

### Congrégation religieuse
En 1954, un institut séculier est fondé pour propager le message et la spiritualité de Banneux : les « Servantes de la Vierge des Pauvres ».
Notre-Dame de Banneux, la « Vierge des Pauvres », est également prise comme protectrice de plusieurs congrégations religieuses :
- L'institut séculier des « Servantes de la Vierge des Pauvres » fondé en 1954.
- Don Calabre place ses enfants spirituels sous la protection de la Vierge des Pauvres.
- Le Père Marcel Roussel, fondateur des Ouvriers Missionnaires de l'Immaculée-Conception (en 1950), place les membres de sa congrégation sous ce patronage
- Le Père Andrea Gasparino du « Mouvement Missionnaire Contemplatif Charles de Foucauld » (fondé en 1951) place lui aussi les membres de sa congrégation sous son patronage.
- Monseigneur Aloysius Shwartz a fondé la congrégation des Sœurs de Marie en Corée en 1964. Celles-ci ont établi, entre-autres, des pensionnats pour les jeunes pauvres qui désirent étudier à l'école secondaire. Il existe des pensionnats aux Philippines, en Corée, au Mexique, au Guatemala et au Brésil[16].

## Galerie

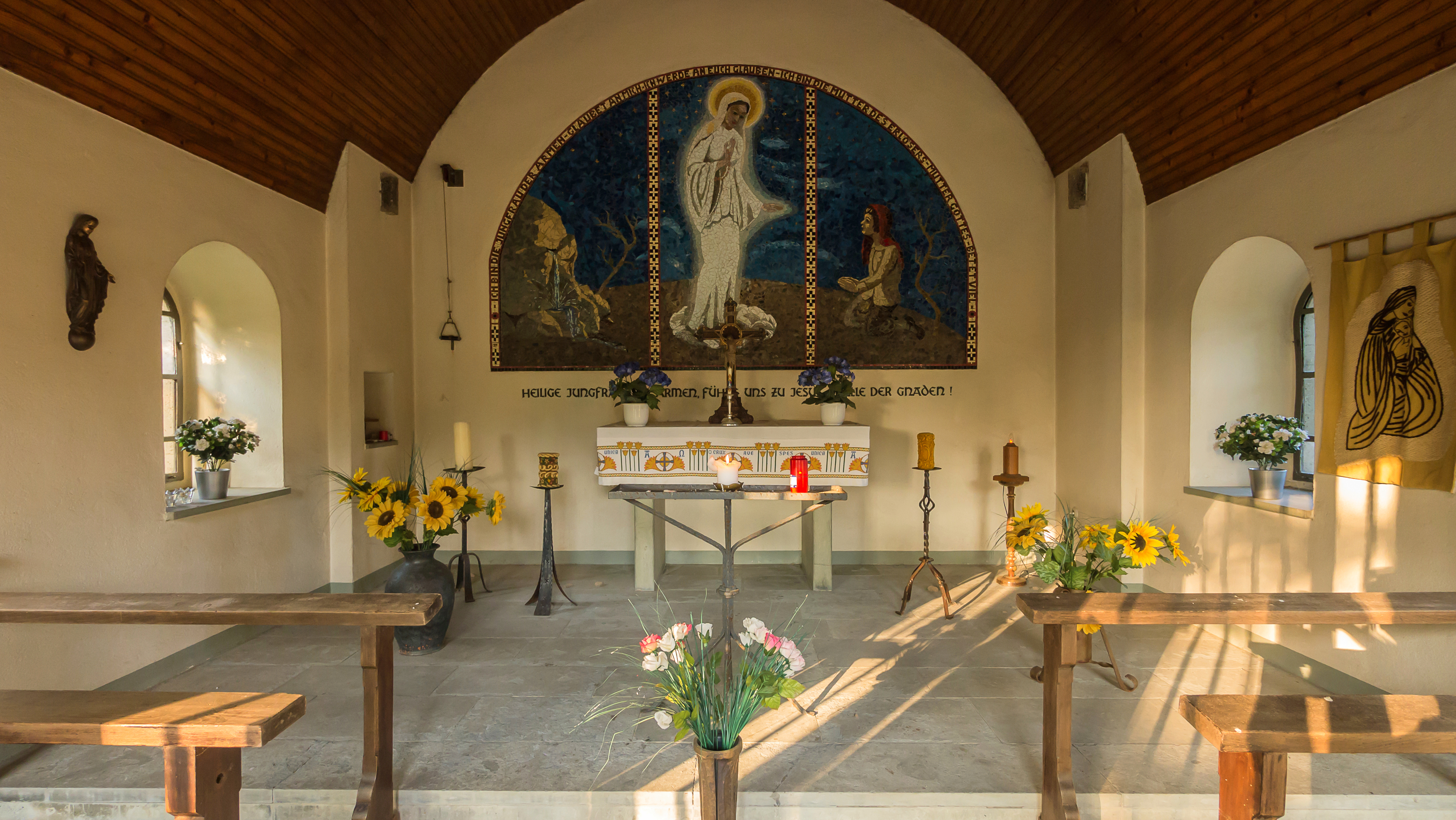
Reproduction de la chapelle de Banneux à Kaster (Bedburg), Allemagne.
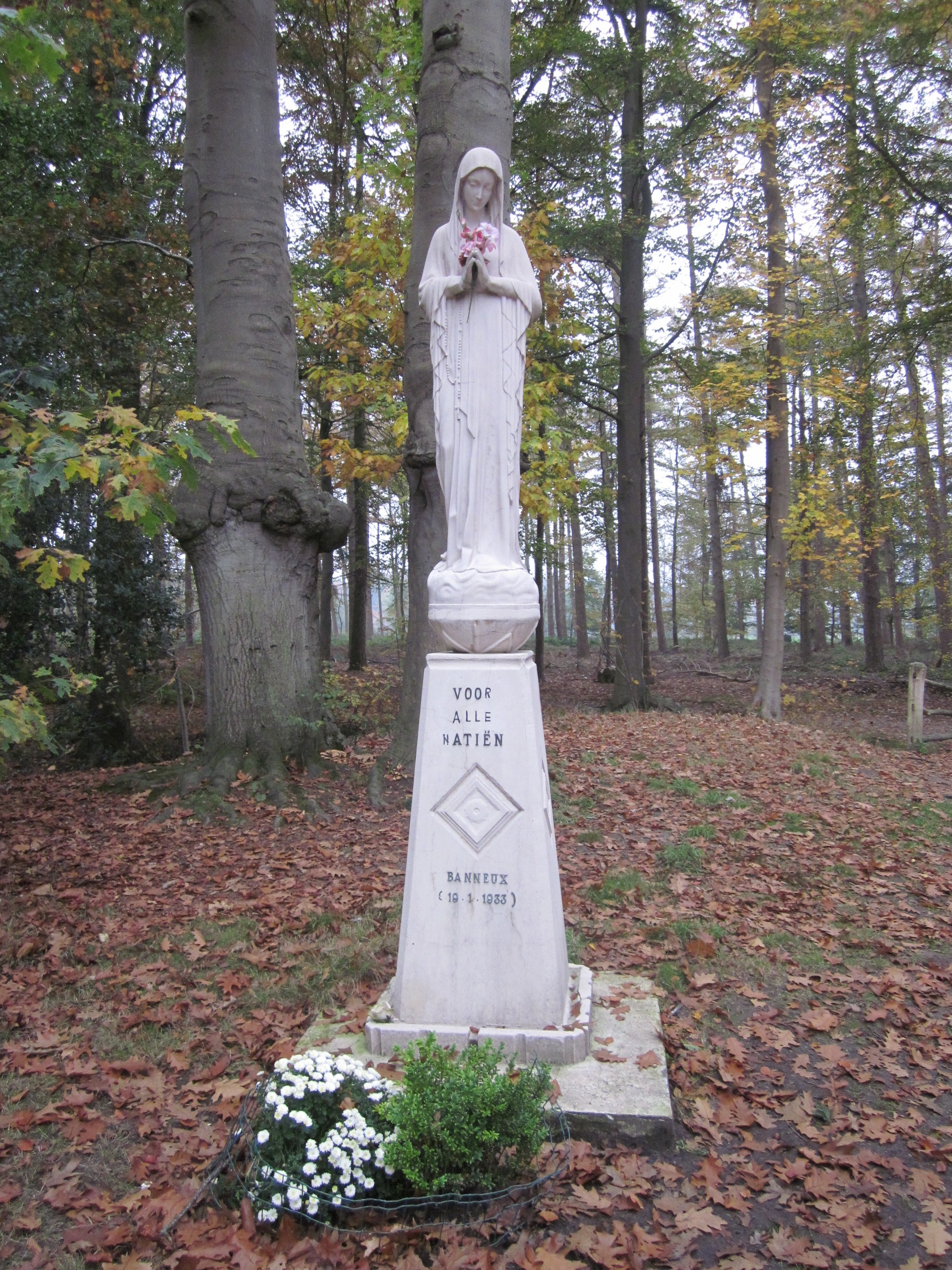
Statue de Notre-Dame de Banneux dans le domaine de Ryckevelde (nl), Assebroek et Sainte-Croix (communes de Bruges).
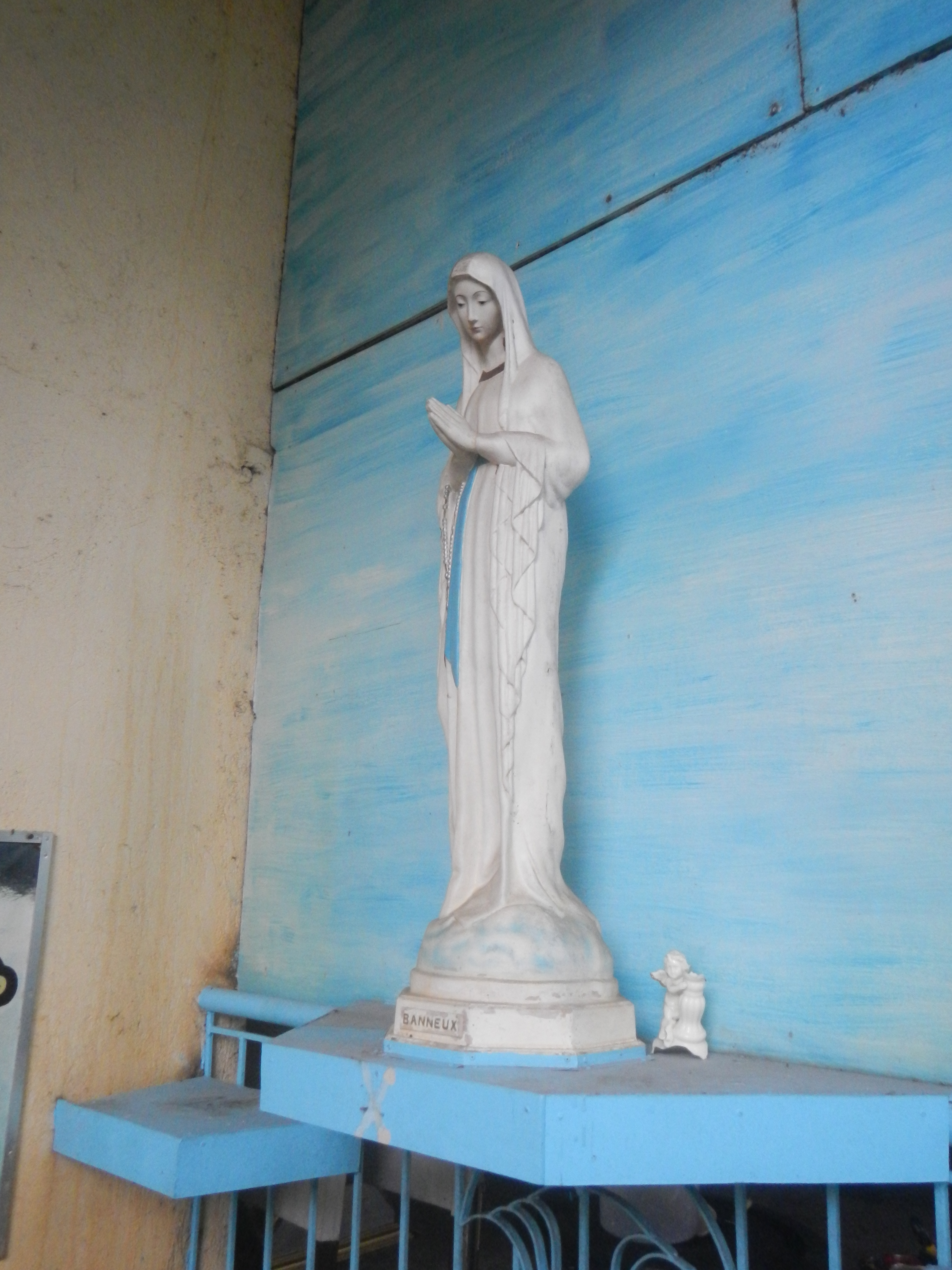
Statue de Notre-Dame de Banneux, chapelle du centre de soin Mère Ignatia, Caloocan, Corée du Sud.